# ژائو کون
ژائو کون (انگلیسی: Zhao Kun؛ زادهٔ ۱۰ ژانویهٔ ۱۹۷۳) شناگر اهل چین است.